# Psyche hedini
Psyche hedini är en fjärilsart som beskrevs av Caradja 1935. Psyche hedini ingår i släktet Psyche och familjen säckspinnare. Inga underarter finns listade.